# 弗兰科丰泰
弗兰科丰泰（義大利語：Francofonte），是意大利锡拉库萨省的一个市镇。总面积73.95平方公里，人口12404人，人口密度167.7人/平方公里（2009年）。ISTAT代码为089010。